# Cleocnemis rosea
Cleocnemis rosea là một loài nhện trong họ Philodromidae.
Loài này thuộc chi Cleocnemis. Cleocnemis rosea được Cândido Firmino de Mello-Leitão miêu tả năm 1944.